# Studien über Autorität und Familie
Studien über Autorität und Familie ist ein Gemeinschaftswerk des Instituts für Sozialforschung, das als Sammelband 1936 in Paris publiziert wurde. Es enthält die folgende Widmung: „Seinen ersten Bericht über gemeinsame Forschungen widmet das Institut FELIX WEIL, dem treuen Freunde“. Unter den zahlreichen und zumeist emigrierten Autoren, die der Kritischen Theorie zuzurechnen sind, waren Max Horkheimer, Erich Fromm und Herbert Marcuse. Ihre theoretischen Beiträge bilden die erste Abteilung. Rolf Wiggershaus bezeichnet das Werk als "Fragment eines kollektiven work in progress".

## Vorwort
Max Horkheimer hebt im Vorwort den „programmatischen Charakter“ des Berichts hervor, der „das Feld abstecken [will], das unsere sozialwissenschaftliche Arbeitsgemeinschaft in den nächsten Jahren durchforschen soll“. Im Fokus steht die europäische, patriarchalisch bürgerliche Familie, die „in ihrer Bedeutung für die Autorität in der gegenwärtigen Gesellschaft […] stets einen zwischen materieller und geistiger Kultur vermittelnden Faktor gebildet [hat]“.

## Erste Abteilung: Theoretische Entwürfe über Autorität und Familie
Das Schwergewicht und den theoretischen Rahmen des Buches bilden die drei Arbeiten von Max Horkheimer, Erich Fromm und Herbert Marcuse: „Allgemeiner Teil“ (Horkheimer); „Sozialpsychologischer Teil“ (Fromm); „Ideengeschichtlicher Teil“ (Marcuse). Der für diese Abteilung ebenfalls geplante ökonomische Aufsatz von Friedrich Pollock konnte jedoch wegen der Inanspruchnahme des Autors durch Verwaltungstätigkeit nicht vollendet werden.

### Allgemeiner Teil
Horkheimer war davon überzeugt, dass Autorität – die er, anders als etwa noch Georg Simmel, mit Zwang weitgehend gleichgesetzt hat – in der Klassengesellschaft die Mentalität der Menschen wie kaum ein anderer Faktor präge, und bestimmte sie im Einleitungsteil des Gemeinschaftswerks darum als „eine zentrale historische Kategorie“. Sein Interesse galt dabei nicht dem Gehorsamsanspruch der Autoritätsinhaber (den er mit dem Adjektiv autoritativ bezeichnete), sondern fast ausschließlich der Autoritätsbejahung der Gehorchenden (für die er das Adjektiv autoritär reservierte).

### Sozialpsychologischer Teil
Fromms Beitrag ist einer seiner ersten zum Thema Autorität. Seine Perspektive ist eine überwiegend tiefenpsychologische; Autorität, die er wie Horkheimer de facto mit Zwang gleichsetzt, definiert er in diesem Text als diejenige außerpsychische Instanz, an der das Individuum sein Über-Ich ausbildet und ausrichtet. Im Kontext seiner Arbeiter- und Angestellten-Erhebung, deren Ergebnisse in dem Band ebenfalls veröffentlicht wurden, hatte Fromm den Eindruck gewonnen, dass auffällig viele Menschen der Zeit Unterwerfung unter Autorität keineswegs mit Widerwillen, sondern im Gegenteil lustvoll erleben. Er hatte vermutet, dass die von ihm beobachtete extreme Gehorsamsbereitschaft nicht eine allgemeine menschliche Eigenschaft, sondern Ausdruck eines besonderen autoritären Charakters sei, der durch die ökonomischen und gesellschaftlichen Zeitumstände begünstigt und zu einem Massenphänomen geworden sei. Fromm beschrieb diesen Charakter als im Kern masochistisch, anal und homosexuell, bei starker Gefühlsambivalenz mit verdrängten Hass-Anteilen, die sich gegenüber bestimmten Feindbildern und gegenüber Schwächeren auf sadistische Weise entluden. Den Nutzen der Unterwerfungsbereitschaft für die hier beschriebenen Menschen sah er in einer Angstminderung einerseits und einer Partizipation am Glanz der Gewalt andererseits. In späteren Schriften hat Fromm seine Gedanken zur Autorität und zum autoritären Charakter weiter fortentwickelt.

### Ideengeschichtlicher Teil
Im dritten theoretischen Teil des Gemeinschaftswerkes gibt Herbert Marcuse einen Überblick über die Ideengeschichte der Autorität, beginnend bei Martin Luther und Johannes Calvin, über Immanuel Kant, Georg Wilhelm Friedrich Hegel, Gegenrevolution (Joseph de Maistre, Louis-Gabriel-Ambroise de Bonald, Edmund Burke), Restauration (Friedrich Julius Stahl) und Karl Marx bis hin zur Lehre vom totalen Staat (Georges Sorel, Vilfredo Pareto). Ähnlich wie Horkheimer und Fromm setzt Marcuse Autorität hier mit Zwang gleich; das Thema, das er ins Zentrum seines geistesgeschichtlichen Abrisses stellt, ist folglich das Spannungsverhältnis von Autorität und Freiheit.

## Zweite Abteilung: Erhebungen
Eingeleitet von Erich Fromm, werden in der zweiten Abteilung die Geschichte und Methoden von fünf empirischen Erhebungen: 
- a. Arbeiter- und Angestelltenerhebung,
- b. Erhebung über Sexualmoral,
- c. Sachverständigenerhebung über Autorität und Familie,
- d. Erhebung bei Jugendlichen über Autorität und Familie,
- e. Erhebung bei Arbeitslosen über Autorität und Familie.

## Dritte Abteilung: Einzelstudien, Literaturberichte
Die dritte Abteilung enthält Einzelstudien und Literaturberichte unter anderem von Karl A. Wittfogel (Wirtschaftsgeschichtliche Grundlagen der Entwicklung der Familienautorität), Paul Honigsheim (Materialien zur Beziehung zwischen Familie und Asozialität von Jugendlichen), Kurt Goldstein (Bemerkungen über die Bedeutung der Biologie für die Soziologie, anlässlich des Autoritätsproblems), Marie Jahoda (Autorität und Erziehung in der Familie, Schule und Jugendbewegung Oesterreichs) und Hans Mayer (Autorität und Familie in der Theorie des Anarchismus). Auch der Soziologe und später führende Historiker Alfred Meusel war mit einem Beitrag an diesem Werk beteiligt. 

## Publikation
- Studien über Autorität und Familie. Forschungsberichte aus dem Institut für Sozialforschung. Mit einem Vorwort von Ludwig von Friedeburg. Reprint der Ausgabe Paris 1936. Klampen, Lüneburg 2005. ISBN 978-3-934920-49-1